# Woodburn (Iowa)
Woodburn és una població dels Estats Units a l'estat d'Iowa. Segons el cens del 2000 tenia 244 habitants.

## Demografia
Segons el cens del 2000, Woodburn tenia 244 habitants, 89 habitatges, i 63 famílies. La densitat de població era de 149,5 habitants/km².
Dels 89 habitatges en un 46,1% hi vivien nens de menys de 18 anys, en un 55,1% hi vivien parelles casades, en un 6,7% dones solteres, i en un 29,2% no eren unitats familiars. En el 22,5% dels habitatges hi vivien persones soles l'11,2% de les quals corresponia a persones de 65 anys o més que vivien soles. El nombre mitjà de persones vivint en cada habitatge era de 2,74 i el nombre mitjà de persones que vivien en cada família era de 3,27.
Per edats la població es repartia de la següent manera: un 32,4% tenia menys de 18 anys, un 9,8% entre 18 i 24, un 31,1% entre 25 i 44, un 17,2% de 45 a 60 i un 9,4% 65 anys o més.
L'edat mediana era de 32 anys. Per cada 100 dones de 18 o més anys hi havia 106,3 homes.
La renda mediana per habitatge era de 22.500 $ i la renda mediana per família de 30.938 $. Els homes tenien una renda mediana de 24.375 $ mentre que les dones 18.750 $. La renda per capita de la població era d'11.139 $. Entorn del 21,5% de les famílies i el 26,8% de la població estaven per davall del llindar de pobresa.

## Poblacions més properes
El següent diagrama mostra les poblacions més properes.